# Athemistus monticola
Athemistus monticola là một loài bọ cánh cứng trong họ Cerambycidae.